# Hiệp hội Truyền thông Quốc tế
Hiệp hội Truyền thông Quốc tế, viết tắt tiếng Anh là ICA (International Communication Association) là hiệp hội học thuật cho các tổ chức và học giả quan tâm đến nghiên cứu, giảng dạy và ứng dụng của tất cả các lĩnh vực thông tin liên lạc của con người và qua môi trường.
Hiệp hội bắt đầu từ hơn 60 năm trước với tư cách là một tổ chức nhỏ của các nhà nghiên cứu Hoa Kỳ, và ngày nay thực sự là tổ chức quốc tế với hơn 4500 thành viên tại hơn 85 quốc gia. Khoảng hai phần ba thành viên là các học giả, giáo sư và nghiên cứu sinh, với các thành viên còn lại trong chính phủ, truyền thông, công nghệ truyền thông, luật kinh doanh, y học và các ngành nghề khác.
ICA hiện có 59 thành viên tổ chức, là các khoa đại học hoặc các tổ chức liên quan, và số lượng thành viên hiệp hội ngày càng tăng trên toàn thế giới.
ICA có trụ sở tại Washington, DC, Hoa Kỳ. Từ năm 2003 ICA đã chính thức là tổ chức liên kết của Liên Hợp Quốc với tư cách là một tổ chức phi chính phủ (NGO).